# عبد الله بن يزيد الفزاري
أبو محمد عبد الله بن يزيد الفزاري (حوالي 748-795)، كان عالمًا إباضيًا في علم الكلام ينحدر من قبيلة بني فزارة العربية. تُشكل أعماله أقدم مجموعة موجودة من علم الكلام الإسلامي ويعتبرها العلماء مصدرًا مهمًا لدراسة التطور الأول لعلم الكلام العقلاني في الإسلام.

## السيرة
وُلِد عبد الله لعائلة من قبيلة بني فزارة في مدينة الكوفة، في ذلك الوقت، كانت مدينة مزدهرة في ظل حكم الخلافة العباسية. ومن المعروف أن عبد الله كان تاجر حرير في الكوفة. ومن المرجح أنه سافر إلى مدينة البصرة الساحلية لمواصلة دراسته الدينية في المذهب الإباضي. ومن المرجح أن عبد الله أخذ علمه في علم الكلام على يد العالم الإباضي أبي عبيدة مسلم بن أبي كريمة (ت 775). ولعب أبو عبيدة دورًا قياديًّا في المجتمع الإباضي المتنامي في البصرة. ويعتبر عبد الله أبا عبيدة الزعيم الروحي الثاني للطائفة الإباضيية المبكرة، بعد الإمام جابر بن زيد الأزدي (ت 712) أحد الشخصيات المؤسسة للإباضيين. وكان لعبد الله العديد من الأتباع في المجتمع الإباضي في شمال أفريقيا المعروف فيما بعد باسم الطائفة النكارية [الإنجليزية]، أحد الفروع الإباضيه الرئيسة. اكتُشف مؤخرًا مجموعة من ستة نصوص في علم الكلام تعود إلى القرن الثامن الميلادي، منسوبة إلى عبد الله، في منطقة مزاب ذات الأغلبية الإباضي في الجزائر. في هذه المخطوطات، يُظهر العلاج المتطور للصفات الإلهية أن هذا الموضوع كان في تطور مستمر حتى في وقت سابق في علم الكلام الإسلامي على عكس ما اقترحه العلماء المعاصرون سابقًا.

## الأعمال
هناك ستة أعمال تُنسب إلى عبد الله الفزاري:
- كتاب القدر
- كتاب في الرد على ابن عمير
- كتاب في الرد على المُجسمة
- كتاب الفتيا
- كتاب التوحيد في معرفة الله
- كتاب في من رجع عن علمه وفارق النبي وهو على دينه

## طالع أيضًا
- قائمة العلماء والباحثين العرب في العصر ما قبل الحديث [الإنجليزية]